# Jasmin Sehan
Jasmin Sehan (* 16. Juni 1997 in Parchim) ist eine deutsche ehemalige Fußballspielerin.

## Karriere

### Vereine
Über ihren sieben Jahre älteren Bruder zum Fußballspielen gekommen, trat Jasmin Sehan im Alter von fünf Jahren ihrem Heimatverein Parchimer FC bei, für den sie bis 2013 in der männlichen Jugend spielte. Ab 2011 besaß sie ein Zweitspielrecht für den 1. FC Neubrandenburg 04, mit dessen B-Juniorinnen sie 2012/13 in der B-Juniorinnen-Bundesliga Nord aktiv war. Zur Spielzeit 2013/14 wurde sie vom Zweitligisten VfL Wolfsburg II verpflichtet und debütierte für diesen am 8. September 2013 (1. Spieltag) beim 1:0-Erfolg gegen den FSV Gütersloh 2009. Nach fünf Jahren in Wolfsburg wechselte sie zur Saison 2018/19 – wie auch ihre Teamkolleginnen Franziska Fiebig, Lisa Schöppl und Agata Tarczyńska – zum Bundesligisten SC Sand. Am 14. Oktober 2018 (4. Spieltag) feierte sie bei der 0:1-Auswärtsniederlage gegen den 1. FFC Frankfurt ihr Bundesligadebüt, als sie in der 61. Minute für Isabelle Meyer in die Partie kam. Zehn Tage später stand sie im Auswärtsspiel bei der SGS Essen erstmals in der Startelf; auch diese Partie ging mit 0:1 verloren. Am 10. Februar 2019 (13. Spieltag) erzielte sie bei der 2:3-Heimniederlage 1. FFC Turbine Potsdam mit dem Treffer zum zwischenzeitlichen 1:0 ihr erstes Bundesligator. Im Sommer 2020 wechselte Sehan zum Bundesligaaufsteiger Werder Bremen. Im Oktober 2024 beendete sie verletzungsbedingt ihre Karriere. Nach dem Ende der aktiven Karriere wurde sie Co-Trainerin in Bremens U17-Mannschaft.

### Nationalmannschaft
Sehan gab am 4. November 2010 im Alter von dreizehn Jahren im Testspiel gegen Schottland ihr Debüt für die U15-Nationalmannschaft. Zwei Tage später erzielte sie – abermals gegen Schottland – sogleich ihre ersten drei Treffer für die U-15-Juniorinnen. Im Juli 2013 nahm sie mit den U16-Juniorinnen am Turnier um den Nordic-Cup auf Island teil und konnte diesen nach vier Siegen aus vier Partien gewinnen. Mit der U17-Nationalmannschaft verpasste sie 2013 die Qualifikation für die Europameisterschaft. Besser lief es in der folgenden Spielzeit: Nach erfolgreicher Qualifikation gehörte sie Ende 2013 zum deutschen Kader für U17-Europameisterschaft in England und erreichte mit ihrer Mannschaft das Finale, wo sie sich im Elfmeterschießen gegen die U17-Nationalmannschaft Spaniens durchsetzen konnte und Europameister wurde. Sehan kam dabei in sämtlichen fünf Spielen der Mannschaft zum Einsatz und war mit vier erzielten Toren gemeinsam mit der Spanierin Andrea Sánchez beste Torschützin des Turniers. Im März 2014 nahm sie als Spielführerin an der U17-WM in Costa Rica teil. Hier scheiterte das deutsche Team aber schon in der Vorrunde. Nach ihrem Debüt für die U19-Nationalmannschaft nahm sie mit dieser 2015 und 2016 jeweils an der Europameisterschaft teil. Ebenfalls 2016 gehörte sie zum Aufgebot für die Weltmeisterschaft in Papua-Neuguinea, wo die Mannschaft im Viertelfinale mit 0:1 an der französischen Auswahl scheiterte.

## Erfolge und Auszeichnungen
- U17-Europameister 2014
- Torschützenkönigin bei der U17-Europameisterschaft 2014
- Nordic-Cup-Sieger 2013
- Preistraäger Fritz-Walter-Medaille in Bronze 2014
- Talent des Jahres 2012 (Landessportbund Mecklenburg-Vorpommern)